# India-Midden-Oosten-Europa Economische Corridor

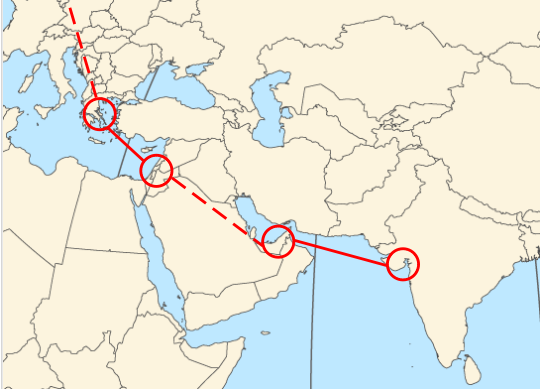
Schematische voorstelling van de IMEC-corridor.

De India-Midden-Oosten-Europa Economische Corridor (Engels: India-Middle East-Europe Economic Corridor, IMEC, ook IMEEC) is een geplande economische corridor die de economische ontwikkeling moet stimuleren door connectiviteit en economische integratie tussen Azië, de Arabische Golf en Europa te bevorderen. De geplande corridor zou India verbinden met Europa, via de Verenigde Arabische Emiraten, Saoedi-Arabië, Jordanië, Israël en Griekenland.

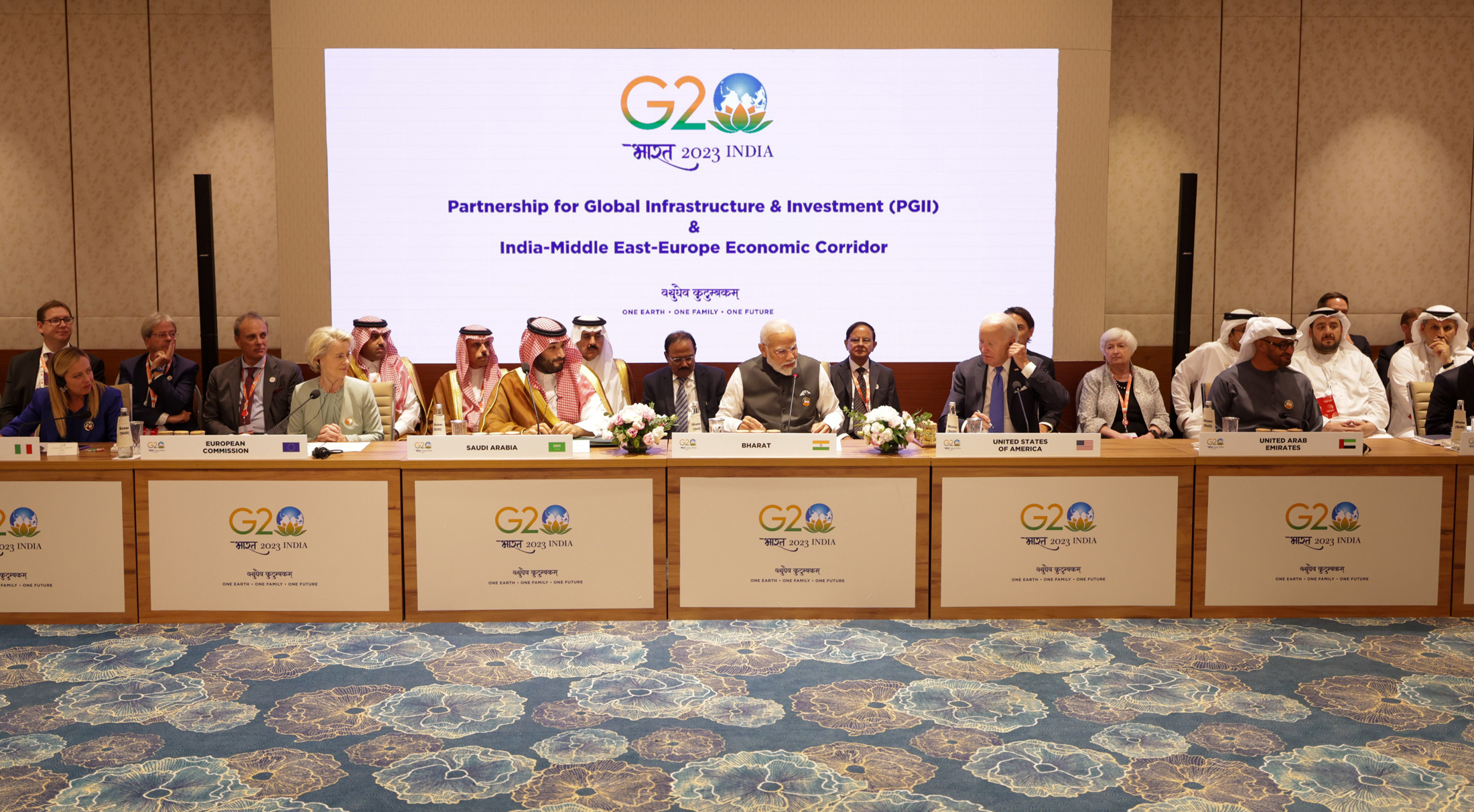
G20-top van 2023 in New Delhi, waar het plan werd gelanceerd.

Op 9 september 2023 werd het Memorandum of Understanding (MoU) tijdens de G20-top van 2023 in New Delhi ondertekend door de regeringen van India, de Verenigde Staten, de Verenigde Arabische Emiraten, Saoedi-Arabië, Frankrijk, Duitsland, Italië en door de Europese Unie.
Het project heeft ook een geopolitieke betekenis: sommigen zien het als een concurrent voor de door China gesteunde Nieuwe Zijderoute. Anderzijds verklaarde de Turkse president Erdoğan dat zijn land een rivaliserend plan steunt om de Perzische Golf via Irak met Turkije te verbinden, het zogenaamde Development Road Project.
Sedert 2023 is de situatie in het Midden-Oosten echer onzeker geworden, met het uitbreken van de oorlog Hamas-Israël in oktober 2023, de crisis in de Rode Zee van januari 2024 en de Oorlog Iran-Israël vanaf 2024.